# チンランド評議会
チンランド評議会（チンランドひょうぎかい、英語: Chinland Council）はチンランドの立法府である。同評議会は、2023年12月6日、チン州のチン族コミュニティの代議員235人によって批准されたチンランド条約によるチンランド憲法の採択を受けて設立された。チンランド評議会は112人の議員からなり、内訳はチン民族戦線 (CNF)27人、解散した連邦議会の議員17人、地区選出議員68人である。
2024年2月1日、チンランド評議会はチンランド政府の選出を行った。Pu Pa Thangが首相に、CNF副議長のSui Kharが外務大臣に、Pu Thawng Za Lianが防衛大臣に選出された。